# Fondation Brazzaville

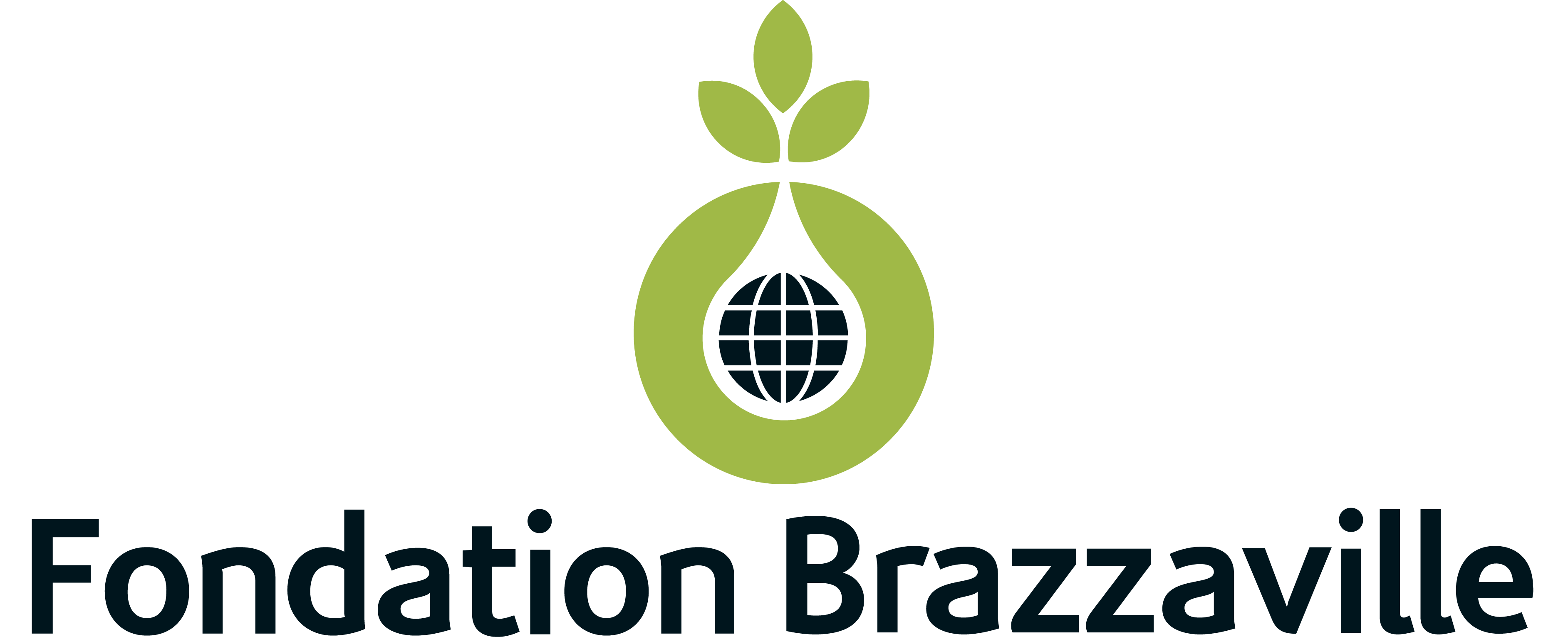
Logo der Brazzaville Foundation

Die Fondation Brazzaville ist eine gemeinnützige Organisation mit Sitz in London. Sie ist bei der Charity Commission für England und Wales registriert. Sie wurde 2014 von Jean-Yves Ollivier mit dem Ziel gegründet, den „Geist des Brazzaville-Protokolls“ („l’esprit du protocole de Brazzaville“) weiterzuführen. Sie fördert und entwickelt afrikanische Initiativen in den Bereichen Frieden (Lösung internationaler und innerstaatlicher Konflikte), Umwelt (Schutz von Ökosystemen, Biodiversität und Gemeinschaften) und Gesundheit (Bekämpfung gefälschter Medikamente). Seit 2018 genießt sie Beraterstatus beim Wirtschafts- und Sozialrat der Vereinten Nationen.
Kritiker weisen auf ihre Loyalität zum kongolesischen Präsidenten Denis Sassou-Nguesso hin, für den sie angeblich eine Lobby-Agentur ist.

## Geschichte
Die Stiftung hat ihren Ursprung im Brazzaville-Protokoll („Brazzaville-Abkommen“), welches am 13. Dezember 1988 in der kongolesischen Hauptstadt unterzeichnet wurde. Dieses Abkommen läutete das Ende des Kalten Krieges in Afrika ein, fast ein Jahr vor dem Fall der Berliner Mauer. Es brachte damals Frieden in das südliche Afrika und ebnete den Weg für die Freilassung von Nelson Mandela und die Verhandlungen, die zum Ende der Apartheid führten. Der südafrikanische Dokumentarfilm Plot for Peace aus dem Jahr 2013, unter der Regie von Carlos Agulló und Mandy Jacobson, beschreibt die diplomatischen Friedensbemühungen von Jean-Yves Ollivier im südlichen Afrika.

## Aktionen

### Konfliktprävention und -lösung
Die Brazzaville Foundation engagiert sich im Versöhnungs- und Friedensprozess in Libyen. Vom 11. bis 13. Mai 2018 organisierte die Brazzaville Foundation in Dakar den „interlibyschen Dialog Dakar 1“ («dialogue inter-libyen Dakar 1»). Dieses Engagement wird als Zeichen der Nähe der Stiftung gegenüber der Lobbyarbeit des kongolesischen Präsidenten Sassou-Nguesso interpretiert. Das hat dazu geführt, dass sich mehrere Partner im Kampf gegen den Handel mit gefälschten Medikamenten von der Stiftung abgewandt haben, da sie diese mit dem russischen Oligarchen Wladimir Jakunin in Verbindung bringen.

### Umweltschutz
Das Projekt zur Einrichtung eines Fonds bleu pour le Bassin du Congo wurde von Sassou-Nguesso am 16. November 2016 am Rande der UN-Klimakonferenz 2016 (COP22) in Marrakesch in Zusammenarbeit mit der Brazzaville Foundation vorgestellt. Die Vereinbarung zur Einrichtung dieses Fonds wurde am 9. März 2017 in Oyo unterzeichnet. Im Jahr 2018 startete das Entwicklungsprogramm der Vereinten Nationen eine Ausschreibung für die Durchführung einer vorbereitenden Studie für den Fonds Bleu.
Die Stiftung arbeitet mit der Organisation Stop Ivory zusammen, um afrikanische Länder zur Unterstützung der Elephant Protection Initiative zu bewegen, deren Ziel die Beendigung des Elfenbeinhandels. Am 5. Januar 2015 begrüßte Sir David Richmond den Beitritt der Republik Kongo zur Elephant Protection Initiative. und ihre Unterstützung der Bemühungen zur Beendigung des Elfenbeinhandels.
Gegner von Sassou-Nguesso sehen in diesen Aktionen der Stiftung eine Möglichkeit für den Präsidenten, die öffentliche Aufmerksamkeit von seiner Politik im Kongo abzulenken und sich selbst als Umweltheld darzustellen – eine Art Greenwashing.

### Afrikanische Vermittlung im Konflikt zwischen Russland und der Ukraine
Im Mai 2023 kündigte die Brazzaville Fondation den Start eines afrikanischen Vermittlungsversuchs im Konflikt zwischen Russland und der Ukraine an. Unter der Schirmherrschaft der Stiftung sollten der südafrikanische Präsident Cyril Ramaphosa, der ugandische Präsident Yoweri Museveni, der sambische Präsident Hakainde Hichilema, der ägyptische Präsident Abdel Fattah al-Sissi, der kongolesische Präsident Denis Sassou Nguesso und der senegalesische Präsident Macky Sall nach Kiew und Moskau reisen. Am 14. Juni 2023 versuchte Sassou-N’Guesso noch, die Reise zu verschieben.
Am 16. Juni 2023 begaben sich lediglich Macky Sall, Cyril Ramaphosa, Hakainde Hichilema und Azali Assoumani in die Ukraine, bevor sie am 17. Juni 2023 nach Moskau weiterreisten.
Bei der Ankunft der Delegation in Kiew lehnte der ukrainische Präsident Wolodymyr Selenskyj eine Vermittlung ab. Er warf der Brazzaville-Stiftung und den anwesenden afrikanischen Staats- und Regierungschefs vor, eine von Moskau initiierte „Täuschung“ («une tromperie») inszeniert zu haben. Der Canard Enchaîné erinnerte daran, dass Jean-Yves Ollivier, Präsident der Brazzaville-Stiftung, der „Sherpa“ dieser „Friedensmission“, ein „Russophiler“ sei.
Laut Jeune Afrique spielte der Waffenhändler Ivor Ichikowitz, der Gründer der Paramount-Gruppe, eine Schlüsselrolle bei der Organisation der Vermittlung.

## Mitglieder
Die Brazzaville Foundation steht unter der königlichen Schirmherrschaft von Michael of Kent.
Der Vorstand besteht aus Jean-Yves Ollivier, Charles Carr, Martine Chayriguès, Tim Perry und Kishore K. Sakhrani.